# Knapówka (województwo świętokrzyskie)
Knapówka – wieś w Polsce położona w województwie świętokrzyskim, w powiecie włoszczowskim, w gminie Włoszczowa.
W latach 1975–1998 miejscowość administracyjnie należała do województwa kieleckiego.